# 松田頼秀
松田頼秀（まつだ よりひで）文安5年（1448年）頃?～ 明応3年9月17日（1494年）は、戦国時代の武将。松田頼重の嫡男。小田原評定衆の一人。足柄郡を領し、西相模領主大森氏、山内上杉家に属していた。

## 略歴
長禄2年（1458年）、将軍足利義政の命で父頼重と共に頼秀関東へ下向する。
寛正3年（1462年）、足利政知、松田頼秀の跡地東大友半分を鶴岡八幡宮へ寄進する。
享徳の乱を鎮める為に奉公衆から抜擢された者が足利氏一族でも家格が高い家柄の渋川義鏡と共に室町幕府から関東に派遣された。足利政知(堀越公方)の補佐役(執事)として京都より下向するも、関東の扇谷上杉氏と対立、失脚した。頼重・頼秀も渋川義鏡と共に下向したが、義政は有力者の扇谷上杉氏を無視出来ず義鏡を見限った。
その時に頼重・頼秀も義鏡と共に失脚し、足利政知によって頼秀の跡地東大友半分を鶴岡八幡宮へ寄進されてしまった。
寛正6年（1465年）、足利義政、松田左衛門尉跡を足利政知の家臣木戸実範に兵糧料所として預け置いた。松田頼秀は伊豆国の堀越公方に敵対し所領を没収された。
文明3年（1471年）、龍泉寺(相模原市緑区青野原)を開基。開山は暁峯説演和尚。
文明12年（1480年）、太田道灌書状に松田左衛門尉(頼秀)が見える。
明応3年（1494年）、松田頼秀、扇谷上杉定正・大森藤頼と対立し、窮地に陥る。当時の足柄地方は大森氏の全盛期で、松田家は存亡の危機の時であった。小田原城に居城していた大森氏は扇谷上杉定正に属し、西相模に勢力を保持していた。松田頼秀は、扇谷上杉定正と対立する山内上杉顕定と結んでおり、四方に敵を受けて窮地に陥っていたが、大森氏家中や足柄地域の有力国人衆を味方に付け、父と同郷同僚であった北条早雲への協力を説いて回った。
山内・扇谷上杉両家 の抗争が再燃すると、扇谷上杉定正と大森氏頼は山内上杉氏方に参陣する頼秀を急襲。丹沢山中に退避したが、討死を覚悟し自ら開基した龍泉寺住職宛てに遺言状を書き残した。
9月17日、龍泉寺に近い西野々で敵 に囲まれ自刃。
子は松田盛秀、孫は北条氏筆頭家老として権威を振るった松田憲秀。

## 付記
龍泉寺には頼秀の墓と位牌、使用の鞍と鐙が保存されてい る。龍泉庵の横の林道を約500m行くと昔石切り場があり、その近くに湯治 場があったという。頼秀はその湯治場に傷を治す為に通っているうちに龍泉 庵の御坊に帰依し、1471年龍泉寺を開基した。1950年代まで西野々地区で毎年9月17日に「頼秀まつり」が行われていた。
青野原には「頼秀松」と呼ばれた老松があったが、2004年頃枯れた為に伐採された。その根元に「松田院頼岩義秀居士」と刻まれた自然石の墓がある。